# Pachysentis lenti
Pachysentis lenti är en hakmaskart som först beskrevs av Machado 1950.  Pachysentis lenti ingår i släktet Pachysentis och familjen Oligacanthorhynchidae. Inga underarter finns listade i Catalogue of Life.